# Hipogrif
Hipogrif je zvijer koje je najvjerojatnije potomak grifona i kobile. Pjesnik Ludovico Ariosto u svojoj poemi Bijesni Orlando daje opis hipogrifa.

## Harry Potter
Baš kao i Grifin, Hipogrif se svrstava u skupinu koju čarobnjaci nazivaju Magicus Grypis, što u prijevodu znači velike magične grabljivice. U širem smislu, pripadaju grupi životinja sa šest pari udova za kretanje (po dvije prednje i stražnje noge, te krila). Često dolazi do zabune da su to dvije iste životinje jer među njima ima sličnosti, među kojima je najočitija ona da imaju prednji dio tijela poput ptice. Međutim, ko jednom uzivo ugleda obje životinje, postaje jasno da među njima ima velikih razlika, čak i na prvi pogled.
Hipogrif je podrijetlom iz Europe, iako ga danas nalazimo širom svijeta. Glava i prednji dio tijela mu nalikuju divovskom orlu, dok su mu drugi dio tijela, stražnje noge i rep kao u konja. Ima jarko narančaste oči, a boja kljuna je čeličnosiva. Dok mu stražnji mišićavi par nogu završava čvrstim kopitima, prednji ljuskavi par završava snažnim četveroprstim čaporcima (tri prsta i palac), s pandžama dugim oko 15 centimetara. Srednja dužina raspona hipogrifovih krila je 8 metara. 
Hipogrifi mogu biti različitih boja: od posve crne, preko tamnosmeđe, kestenjaste i brončane, do sive i bijeloružičaste s pjegama. Hrane se većinom kukcima, ali i pticama, te manjim sisavcima, a također i biljem (svaštojedi su). U prirodi žive oko 80 godina, ali pripitomljeni i u pogodnom okolišu mogu lako doživjeti 100 godina.